# Annie McEnroe
Pour les articles homonymes, voir McEnroe.
Annie McEnroe (née vers 1956) est une actrice américaine.

## Filmographie
- 1977 : Snowbeast, de Herb Wallerstein (TV)
- 1980 : Les Marais de la mort (Running Scared), de Paul Glickler
- 1980 : Reward, de E.W. Swackhamer (TV)
- 1981 : La Main du cauchemar (The Hand), d'Oliver Stone
- 1982 : Le Camion de la mort (Warlords of the 21st Century), de Harley Cokeliss
- 1983 : The Survivors, de Michael Ritchie
- 1984 : Au cœur de l'enfer (Purple Hearts), de Sidney J. Furie
- 1985 : Hurlements 2 (Howling II: Stirba - Werewolf Bitch), de Philippe Mora
- 1986 : True Stories, de David Byrne
- 1987 : Wall Street, d'Oliver Stone
- 1988 : Cop, de James B. Harris
- 1988 : Beetlejuice (Beetle Juice), de Tim Burton
- 1989 : Né un 4 juillet (Born on the Fourth of July), d'Oliver Stone
- 1991 : Les Doors (The Doors), d'Oliver Stone
- 1992 : CrissCross, de Chris Menges
- 1993 : Entre ciel et terre (Heaven & Earth), d'Oliver Stone
- 1993 : Mr. Jones, de Mike Figgis
- 1993 : Snake Eyes (Dangerous Game), d'Abel Ferrara
- 1993 : Josh and S.A.M., de Billy Weber (en)
- 1994 : S.F.W., de Jefery Levy
- 1995 : A Pig's Tale, de Paul Tassie (vidéo)
- 1997 : Men, de Zoe Clarke-Williams
- 2003 : The Hebrew Hammer, de Jonathan Kesselman